# Holy Spider
Holy Spider è un film del 2022 diretto da Ali Abbasi.
Il film, ispirato al serial killer iraniano Saeed Hanaei, è stato presentato in concorso al 75º Festival di Cannes, dove Zahra Amir Ebrahimi ha vinto il premio per la miglior attrice.

## Trama
Iran, 2001. Nella città di Mashhad, luogo di pellegrinaggio per lo Sciismo, Saeed Hanaei, un normale padre di famiglia, operaio edile e veterano della guerra contro l'Iraq, esce la notte per adescare prostitute e ucciderle, strangolandole col loro velo, in quanto peccatrici dalla cui presenza mondare la città santa. Ad investigare sugli omicidi è una giornalista arrivata dalla capitale, Rahimi, che si scontra con pregiudizi sessisti ed una polizia apatica. Rahimi si trova a collaborare col reporter locale Sharifi, mentre la notizia dei crimini del cosiddetto "Ragno" comincia a diffondersi tra la popolazione, suscitando reazioni contrastanti.

## Produzione
Abbasi, iraniano ma residente a Copenaghen dal 2002, viveva in Iran all'epoca degli omicidi, la cui copertura mediatica era stata molto forte, ma se n'era interessato solo dopo aver notato come, per «una certa parte della società iraniana», l'assassino fosse «una figura eroica che con le sue azioni aveva apportato dei benefici alla comunità. Lì è diventato per me qualcosa di più di un pazzoide che uccideva le donne». Deciso a realizzare il film in patria, ma anche a restituire un'immagine della condizione femminile diversa dalla «realtà parallela [...] presentata per 50 anni dal cinema iraniano. [Una in cui] le donne non si spogliano mai, dormono col capo avvolto da cinque metri di tessuto, non fanno mai sesso», Abbasi ha sottoposto la sceneggiatura al Ministero della cultura e dell'orientamento islamico, già «pronto a scendere a compromessi», ma, dopo un anno, il progetto era ancora in fase di stallo. Abbasi si è quindi risolto a girare il film ad Amman, in Giordania. Il film è una co-produzione danese-tedesca-franco-svedese.
Secondo il regista il film non vuole essere una ricostruzione accurata degli omicidi (il personaggio interpretato da Zahra Amir Ebrahimi è composito e in buona parte fittizio), né aspira volutamente a creare controversie:
L'esistenza della prostituzione in Iran è già ampiamente dimostrata, come in tutte le metropoli del resto del mondo.
[...] Non è un film contro il governo iraniano. Non è un film "contro" nessuno in realtà. Non credo che Roman Polański avesse intenzione di fare un film contro la contea di Los Angeles [con Chinatown]. Ma il fatto rimane che [l'assassino] era un uomo molto religioso e che gli omicidi hanno avuto luogo in una città sacra.

## Distribuzione
Il film è stato presentato in anteprima il 22 maggio 2022 in concorso al 75º Festival di Cannes. È stato distribuito nelle sale cinematografiche italiane da Academy Two a partire dal 16 febbraio 2023.

## Riconoscimenti
- 2022 - Festival di Cannes[3][5]
  - Prix d'interprétation féminine a Zahra Amir Ebrahimi
  - In concorso per la Palma d'oro